# 1904 Massevitch
1904 Massevitch (1972 JM) là một tiểu hành tinh vành đai chính được phát hiện ngày 9 tháng 5 năm 1972 bởi T. Smirnova ở Nauchnyj.